# Karin Schön
Karin Schön, född 17 maj 1962, är en svensk friidrottare (medel- och långdistanslöpare) som tävlar för klubben IF Kville.
Vid EM 2002 i München deltog Schön i maraton och kom i mål på 21:a plats.
År 2017 slog Schön Evy Palms då 19 år gamla svenska rekord i maraton för åldersklassen K55 vid Göteborg Marathon med tiden 3:03:04.

## Personliga rekord
| Utomhus - 3 000 meter – 10:53,81 (Göteborg 7 juni 2015) - 5 000 meter – 17:46,61 (Göteborg 27 augusti 2002) - 10 000 meter – 35:12,65 (Växjö 24 augusti 2001) - 10 km landsväg – 35:38 (Stockholm 26 augusti 2001) - Halvmaraton – 1:18:29 (Göteborg 25 maj 2002) - Maraton – 2:38:21 (Ferrara, Italien 17 mars 2002) | Inomhus - 3 000 meter – 9:59,8 (Göteborg 2 februari 2002) |